# Кишкаренский район
Кишкаре́нский райо́н (молд. raionul Chișcăreni, молд. районул Кишкэрень) — административно-территориальная единица Молдавской ССР, существовавшая с 11 ноября 1940 года по 9 января 1956 года.

## История
Как и большинство районов Молдавской ССР, образован 11 ноября 1940 года, центр — село Кишкарены. До 16 октября 1949 года находился в составе Бельцкого уезда, после упразднения уездного деления перешёл в непосредственное республиканское подчинение.
С 31 января 1952 года по 15 июня 1953 года район входил в состав Бельцкого округа, после упразднения окружного деления вновь перешёл в непосредственное республиканское подчинение.
8 августа 1955 года Кишкаренский район переименован в Лазовский район.

## Административное деление
По состоянию на 1 января 1955 года Кишкаренский район состоял из 11 сельсоветов: Бурсученский, Гиличенский, Глинженский, Думбровицкий, Згардештский, Кишкаренский, Кошкоденский, Мындрештский, Помповский, Староезаренский, Старотеурский.